# Rainer von Fieandt
Rainer von Fieandt, né le 26 décembre 1890 à Turku et mort le 28 avril 1972 à Helsinki, est un homme d'État finlandais, premier ministre de la Finlande du 29 novembre 1957 au 26 avril 1958.